# George Howes
George Howes (* 14. November 1814 in Montpelier, Vermont; † 30. Januar 1892 ebenda) war ein US-amerikanischer Politiker, der von 1847 bis 1853 State Treasurer von Vermont war.

## Leben
George Howes wurde als Sohn von Joseph Howes (1783–1863) und Martha Patty Wilder (1786–1871) in Montpelier, Vermont, geboren. Er war Kassierer der Montpelier National Bank.
Als Mitglied der Whig Party war Howes von 1847 bis 1853 State Treasurer von Vermont. Howes hatte weitere öffentliche Ämter in Montpelier inne. So war er einer der Agents for Paying Pensions und Präsident der Bank of Montpelier.
George Howes war mit Helen H. Holmes Howes (1841–1897) verheiratet. Er starb am 30. Januar 1892 in Montpelier. Sein Grab befindet sich auf dem Green Mount Cemetery in Montpelier.